# Teatro Bouwerie Lane
El Teatro Bouwerie Lane (en inglés: Bouwerie Lane Theater) es un teatro histórico ubicado en Nueva York, Nueva York. El Teatro Bouwerie Lane se encuentra inscrito  en el Registro Nacional de Lugares Históricos desde el 23 de abril de 1980.  

## Ubicación
El Teatro Bouwerie Lane se encuentra dentro del condado de Nueva York en las coordenadas 40°43′32″N 73°59′11″O / 40.725556, -73.986389.